# Накаџима Ки-84
Накаџима Ки-84 Хајате (Френк по америчком коду) је био јапански једносједи ловац из периода друге половине Другог свјетског рата, којег је прозводила фабрика Накаџима. Често се сматра најбољим јапанским ловцем Другог светског рата.

## Развој
Ловац Ки-84 је дизајнирао Т. Којама у складу са ратним искуствима која су захтијевала већу брзину, наоружање и отпорност. Одличне летне особине су углавном долазиле од снажног мотора, који је нажалост имао проблеме са поузданошћу. Чест извор проблема је био и стајни трап који је понекад пуцао при слијетању, као и генерално све лошији квалитет израде због ратних губитака Јапана.

## У борби
Први примјерци су послати у Кину, гдје су се показали добро против 14. ваздушне флоте САД. Када су пребачени на Филипине, дошло је до проблема: недостатак резервних дијелова, незгоде и врло тешко одржавање. Често бомбардовање Мусаши фабрике у Јапану и потреба очувања стратешких материјала доводи до разних пројеката у којима се дијелови авиона праве од дрвета (Ки-84-II и Ки-106) или челика (Ки-113) и напредним моторима са 2000-2500 коњских снага.
Американци су имали високо мишљење о Ки-84. У летним тестовима заробљени Ки-84 је био бољи у пењању и покретљивости од P-51 Х и P-47 Н, најбољих модела тих ловаца САД.

## Производња
Укупно је произведено 3514 авиона Ки-84.

## Карактеристике
- Накаџима Ки-84 Хајате
- Ловац и Ловац-бомбардер
- Посада: Један пилот
- Први лет: март 1943.
- Производња: август 1943.
- Ушао у употребу: април 1944.
- Произвођач: Накаџима
- Димензије
  - Дужина: 9.92 m
  - Размах: 11.238 m
  - Висина: 3.385 m
  - Површина крила: ?
- Масе
  - Празан: 2680 
  - Оптерећен: 3750 
  - Максимална полетна маса: 4150
- Погонска група
  - Мотор: 
    - један, звјездасти, Накаџима Хомаре Ха-45, 1900 КС, 18 цилиндара

## Летне особине
- Максимална брзина: 624
- Радијус дејства: типично око 1650 Km са унутрашњим горивом, 2920 са допунским резервоарима
- Оперативни плафон: 10500
- Брзина уздизања: око 1100 m у минути

## Наоружање
- Стрељачко:
  - (Iа) 2 топа 20 mm Тип Хо-5 у крилима сваки са 150 граната, 2 митраљеза 12.7 mm Тип 103 у трупу испред кабине, са 350 метака сваки
  - (Iб) 4 топа 20 mm, 2 у трупу и 2 у крилима, сваки са по 150 граната
  - (Iц) 2 топа 20 mm у трупу и 2 топа 30 mm Тип Хо-105 у крилима
- Бомбе (све верзије):
  - два подкрилна носача највише по 250 kg сваки, укупно 500